# Золотоноша (Росія)
Золотоно́ша (рос. Золотоноша) — село у складі Нерчинсько-Заводського району Забайкальського краю, Росія. Входить до складу Велико-Зерентуйського сільського поселення.

## Населення
Населення — 136 осіб (2010; 138 у 2002).
Національний склад (станом на 2002 рік):
- росіяни — 99 %